# Edward Żentara
Edward Zentara (18 mars 1956 à Sianów (Pologne) - 25 mai 2011 à Tarnów (Pologne)) est un acteur polonais.

## Biographie
Né le 18 mars 1956 à Sianów, Edward Żentara a reçu sa formation d'acteur à l'École nationale de cinéma de Łódź, dont il est diplômé en 1980. Après ses études, il a joué dans les théâtres: Juliusz Osterwa à Lublin (1979–1980), théâtre Polski à Varsovie (1980–1981), Stary Teatr à Cracovie (1981–1990), studio-théâtre Stanisław Ignacy Witkiewicz à Varsovie (1993-1996), théâtre Juliusz-Słowacki à Cracovie (1996–1997), le Teatr Polski à Szczecin (1998–2001) et le Baltic Dramatic Theatre à Koszalin, dont il a été le directeur artistique en 2004–2005.
Il a également été président de la Dialog Association, directeur du Dialog Theatre (1998-2003) et pendant deux ans directeur artistique des Grudziądz Theater Seasons. Il a réalisé de nombreuses performances.
Depuis le 4 juillet 2008, il est directeur général et artistique du théâtre Ludwik Solski à Tarnów. En 1981-2007, il se produit dans des représentations du «théâtre de télévision». Il se suicide le 25 mai 2011 à Tarnów et sera enterré dans un cimetière communal à Koszalin.

## Filmographie
- 1978 : Rodzina Polanieckich (série télévisée)
- 1981 : Byl jazz
- 1981 : Wielki bieg : Roman Martyniuk
- 1982 : Karate po polsku
- 1983 : Austeria : Hasid
- 1984 : Trzy mlyny (feuilleton TV)
- 1984 : La Traque (Wedle wyroków twoich)
- 1985 : Colonel Redl (Oberst Redl) : Salapska
- 1986 : Siekierezada : Janek Pradera
- 1986 : Zygfryd : Stanislaw
- 1987 : Luk Erosa : Zatorski
- 1987 : Aniol w szafie : Film Director
- 1987 : Jedenaste przykazanie (TV)
- 1987 : Sala nr 6 (TV) : Wiktor Orski
- 1988 : Bez grzechu : Jan Jezierski, Marta's Brother
- 1989 : Triumph of the Spirit : Janush
- 1990 : Un dieu rebelle (Es ist nicht leicht ein Gott zu sein) : Rumata / Alan
- 1990 : ¡Ay, Carmela! : Polish Officer
- 1991 : Życie za życie. Maksymilian Kolbe : Maximilien Kolbe
- 1992 : Piekna nieznajoma : The Spy Chief
- 1992 : Enak
- 1993 : The Alaska Kid (série télévisée)
- 1993 : Republik der Träume (TV)
- 1993 : La Treizième voiture (TV) : Bigioli
- 1995 : Pokuszenie : Pastor
- 1996 : Pestka
- 1998 : Bride of War : Ojciec dziewczynek
- 2000 : Sukces (série télévisée) : Jan Dolecki
- 2000 : Wyrok na Franciszka Klosa (TV) : Schwudtke
- 2000 : M jak miłość (série télévisée) : Tomasz (2000-2003)
- 2003 : Show : Politician
- 2003 : Fala zbrodni (série télévisée) : Jerzy Sieradzki
- 2004 : Pierwsza miłość (série télévisée) : Wiktor (2005-)